# If I give you my humbleness, don't take away my pride
If I give you my humbleness, don't take away my pride er en dansk kortfilm fra 1998 med instruktion og manuskript af Karin Westerlund.

## Handling
Denne artikel mangler et handlingsreferat. Hjælp os med at skrive det.